# Берроуз, Джордж (пастор)
Джордж Берроуз (англ. George Burroughs; ок. 1650 — 19 августа 1692) — британский соборный пастор в североамериканских колониях, единственный священник, когда-либо казнённый по обвинению в колдовстве.
Окончив Гарвард в 1670 году, Берроуз стал в 1680 году пастором деревни Салем (ныне город Дэнверс, Массачусетс) и занимал эту должность до 1683 года. Он жил в Фалмуте (ныне Портленд, Мэн), пока индейцы не сожгли это поселение в 1690 году; после этого он отправился в Уэлс. В мае 1692 года, во время судебного процесса над так называемыми салемскими ведьмами, Берроуз был арестован по доносу своих личных врагов (нескольких бывших прихожан, которым он задолжал деньги) и обвинён, среди прочих преступлений, в «невероятных подъёмах тяжестей и таких подвигах силы, которые не могли быть совершены без дьявольской помощи». Хотя присяжные не нашли на его теле «ведьминых меток», он был осуждён и казнён в Гэллоус-Хилле, Салем, 19 августа, став единственным священнослужителем в истории с такой судьбой.